# SK Riga
Der Sporta klubs Riga ist ein 1999 gegründeter Sportverein aus Riga, der vor allem für seine Eishockeyabteilung bekannt ist, aber auch Abteilungen für Volleyball, Basketball, Radsport und Fußball unterhält.

## Eishockeyabteilung
Die Eishockeyabteilung des Vereins existiert seit 1999 und betreibt seither vor allem Nachwuchsförderung. Die erste Mannschaft des Vereins, die unter wechselndem Namen – SK LSPA/Riga, SK Riga 20, SK Riga 95, Hokeja skola Rīga – antritt, nimmt am Spielbetrieb der lettischen Eishockeyliga teil.

### Geschichte
Die Eishockeyabteilung wurde mit dem Gesamtverein gegründet und trug seine Heimspiele zunächst im Rīgas Sporta pils aus. Die Herrenmannschaft des Vereins wurde 2000 in den HK Riga 2000 ausgelagert. Die weiteren Juniorenmannschaften nehmen an den jeweiligen lettischen Juniorenspielklassen teil.
Ab 2004 nahm die U20-Junioren-Mannschaft des Vereins unter dem Namen SK Riga 20 an der Samsung Premjerliga und somit der höchsten lettischen Spielklasse im Eishockey teil. Der Spielerkader bestand hauptsächlich aus den Mitgliedern der lettischen U20-Nationalauswahl, die sich im Spielbetrieb der Liga auf internationale Turniere vorbereitete. 2007 zog der Verein in die Akadēmijas ledus halle um und die Mannschaft spielte als SK LSPA/Riga weiter. Trainiert wurde die Mannschaft bis 2008 von Olegs Znaroks, bevor Vjačeslavs Nazarovs dieses Amt übernahm.
Im Sommer 2009 wurde die U20-Mannschaft aufgelöst, die Mannschaft in den KHL-Club Dinamo Riga eingegliedert und in Dinamo-Juniors Riga umbenannt. Der SK Riga spielte fortan mit seiner U18-Mannschaft in der lettischen Eishockeyliga bzw. in den lettischen U18- und U20-Nachwuchsligen.
Seit 2015 nimmt der Klub als Hokeja skola Rīga am Spielbetrieb der lettischen Eishockeyliga teil.

### Trainer
- 2007/08: Olegs Znaroks
- 2008/09, 2011/12: Vjačeslavs Nazarovs

### Platzierungen

#### Lettische Meisterschaft
- 2004/05: 5. Platz
- 2005/06: 6. Platz
- 2006/07: 5. Platz
- 2007/08: 5. Platz
- 2008/09: 5. Platz

#### Lettischer Pokal
- 2007 - 1. Runde
- 2008 - 5. Platz